# Брайнін Теодор Абрамович
Теодо́р Абра́мович Брайні́н (рос. Теодор Абрамович Брайнін; бл. 1905, Казань, Російська імперія — ?) — російський та радянський актор.

## Біографія
Теодор Брайнін був сином Абрама Брайніна, відомого оперного співака (тенора), що співав з Шаляпіним. Про матір Т. Брайніна нині відомостей немає. Його дідом був казанський майстер-годинникар Лазар Брайнін, а бабусею Міна Брайніна. У Т. Брайніна була сестра Людмила.
У 1924—1929 роках був актором Одеською кінофабрики ВУФКУ.

## Фільмографія
- 1924 : За чорне золото — командир Червоної армії (к/м)
- 1924 : Остап Бандура — селянин
- 1924 : Сон Товстопузенка — куркуль (к/м)
- 1925 : Арсенальці — молодий робытник / біржовик
- 1925 : Винахідник — татарин (к/м)
- 1925 : Димівка — прокурор
- 1925 : Лісовий звір — агент ревкому
- 1925 : Марійка — член зграї злодіїв
- 1925 : Радянське повітря — радянський футболіст (к/м)
- 1926 : Беня Крик — Льовка Бик, нальотчик
- 1926 : П.К.П. (Пілсудський купив Петлюру) — полковник Пулковський
- 1926 : Підозрілий багаж — інженер Цукор
- 1926 : Свіжий вітер — одноокий контрабандист
- 1927 : Митя — жебрак, що вкрав цибулину
- 1927 : Цемент — ГРомада
- 1928 : Крізь сльози — цирульник
- 1929 : Село Веселе — одноокий бандит (к/м)